# Khamerernebti II
Khamerernebti I (Ḫꜥ mrr nb.tj, "Aparició de l'estimada de les Dues Dames") va ser una reina egípcia de la IV Dinastia. Era filla del faraó Khefren i de la reina Khamerernebti I. Es va casar amb el seu germà Menkaure i va ser la mare del príncep Khuenre.

## Biografia
| G16 | xa | mr | D21 · D21 |

| G16 | xa | mr | D21 · D21 |

A la tomba de Khamerernebti I s'hi diu que Khamerernebti II era la seva filla. Es creu que Khamerernebti I era la mare de Menkaure; aquesta idea es basa en una inscripció parcial apareguda en un ganivet de sílex al temple mortuori de Menkaure. Això implicaria que Khamerernebti II hauria estat la filla del reis Khefren i Khamerernebti I.
Khamerernebti II era la mare del Fill del Rei Khuenre, que es creu que era el fill de Menkaure. Això voldria dir que Khamerernebti II s'hauria casat amb el seu germà Menkaure.

## Enterrament
Khamerernebti II s'esmenta en textos i en una estàtua trobada a la tomba de Galarza a Guiza. Aquesta tomba es troba al Camp Central de la necròpolis de Guiza. La tomba podria haver estat construïda originalment per a Khamerernebti I, però va ser acabada per a la seva filla Khamerernebti II. La llinda sobre l'entrada de la capella incloïa una inscripció que esmentava tant Khamerernebti I com la seva filla Khamerernebti II:
Mare del rei de l’Alt i Baix Egipte, filla del [Déu [rei de l’Alt i Baix Egipte i filla] del Déu, La que veu Horus i Seth, Gran dels ceptres d'hetges, Gran d'elogis, Sacerdotessa Djehuty, Sacerdotessa de Tjasepef, Esposa del Rei molt estimada, Filla del Rei del seu cos, Amant venerada, Honrada pel Gran Déu, Khamerernebti (I).

La seva filla gran, La que veu Horus i Seth, Gran dels ceptres d'hetges, Gran d'elogis, Sacerdotessa de Djehuty, Sacerdotessa de Tjazepef, Qui s'asseu amb Horus, Qui s'uneix a l'estimada de les Dues Dames, Esposa del Rei molt estimada, Filla del Rei del seu cos, Amant venerada, Honrada pel seu pare, Khamerernebti (II). (Callender i Jánosi)
És possible que fos enterrada a la piràmide G3a o G3-b (piràmides satèl·lit de la piràmide de Menkaura).
Es va fer una addició posterior a la tomba per a l'enterrament del Fill del Rei Sekhemre. S'ha suggerit que aquest podria haver estat fill o net de Khamerernebti II. Tanmateix, també és possible que la seva inhumació dati d'un període posterior i sigui intrusiva.